# ゴンボジャヴィーン・オチルバト
ゴンボジャヴィーン・オチルバト（mn:Гомбожавын Очирбат ラテン文字転写:Gombojavyn Ochirbat 1929年-）はモンゴル国の政治家。
1990年春、それまで社会主義体制を布いてきたモンゴル人民革命党は民主化運動の高まりを前に一党制の放棄を決断、中央委員会総会で書記長ジャムビィン・バトムンフと全政治局員の辞任を決定した。オチルバトは後任の書記長に就任し（1990年3月14日 - 4月13日）、引き続き中央委員会議長を務めた（ - 1991年2月28日）。
1990年3月21日にバトムンフの後継者として国民大会議幹部会議長に就任したポンサルマーギーン・オチルバトは別人。
| 党職                          | 党職                               | 党職              |
| ----------------------------- | ---------------------------------- | ----------------- |
| 先代 -                        | モンゴル人民革命党議長 1990 - 1991 | 次代 ダシヨンドン |
| 先代 ジャムビィン・バトムンフ | モンゴル人民革命党書記長 1990      | 次代 -            |